# Hertha Frey-Dexler
Hertha Hilda Frey-Dexler (* 16. Januar 1917 in Wien, Österreich; † 10. Januar 1999 in Zürich) war eine Schweizer Eiskunstläuferin, die im Einzellauf startete.

## Werdegang
Hertha Frey-Dexler nahm an den Eiskunstlauf-Europameisterschaften 1935 für Österreich (Hertha Dexler) teil und errang dort Platz 11. Bei den Olympischen Winterspielen 1936 in Garmisch-Partenkirchen startete sie für die Schweiz. Dort erreichte sie Platz 19. 1937 errang sie bei den Schweizer Eiskunstlaufmeisterschaften den 2. Platz.
Über ihr weiteres Leben ist nichts bekannt.

## Ergebnisse
| Wettbewerb / Jahr         | 1937 |
| ------------------------- | ---- |
| Schweizer Meisterschaften | 2.   |